# 植物に学ぶ生存戦略 話す人・山田孝之
『植物に学ぶ生存戦略 話す人・山田孝之』（しょくぶつにまなぶせいぞんせんりゃく はなすひと・やまだたかゆき）は、NHK Eテレで不定期に放送されている、山田孝之が植物の生存戦略について語る番組。字幕放送・解説放送対応。

## 概要
俳優・山田孝之が、美しき植物の謎の生態を独自の解釈で読み解き、解説する番組。
ETVの学習番組の体裁をとり、一見いたって真面目な科学解説番組のようだが、「話す人・山田孝之」によるユーモアあふれる解説とそれを真顔で受け止める「聞く人・林田理沙アナウンサー」との掛け合いにより、シュールなコント番組のような雰囲気になっている。
番組は3部構成となっている（第8回は2部）。放送時間は1パート10分ずつで、それぞれ1種の植物について取り上げる。パートが変わるごとに番組タイトルの表示や林田による挨拶が挿入されるなど、あたかも10分番組が3回連続で放送されているかのような演出がなされる。
2023年、本番組の制作スタッフが日本植物学会賞特別賞を受賞した。

## 出演
- 山田孝之
- 林田理沙（NHKアナウンサー）（第1回 - 第10回）[注 2]
- ジュディ・オング（第3回）[注 3]
- 岡田将生（第4回）[注 4]
- 皆川猿時（第5回）[注 5]
- ダチョウ倶楽部（肥後克広・寺門ジモン・上島竜兵、第6回）[注 6]
- 山田勝己（第6回）[注 7]
- 原口あきまさ（第7回）[注 8]
- ざわちん（第9回）[注 9]
- 林田洋平（ザ・マミィ、第10回 - 第12回）[注 10]
- もえのあずき（第10回）[注 11]
- 白石麻衣（第10回）[注 12]

## スタッフ
- 植物撮影：大作晃一
- 取材協力：多田多恵子、稲垣栄洋
- 写真協力：永澤澄代（第5回）
- 技術：佐俣芳和（第5回）
- 撮影：渡邉智由（第5回）
- 映像技術：清水彩加（第5回）
- イラスト：伊藤高徳
- CG制作：宮沢命
- 編集：阿部正良（第3回 - 、第2回では映像技術）
- 音響効果：井貝信太郎
- 構成：竹村武司
- 取材：橘理恵
- 演出：長友祐介
- プロデューサー：上村将之
- 制作統括：鈴木貴靖、植松秀樹（第5回）
- 制作協力：クリエイティブネクサス
- 制作：NHKエンタープライズ
- 制作・著作：NHK

### 過去のスタッフ
- 取材協力：渡辺正夫（第3回）、末次健司（第4回）
- 技術：高橋明（第1回）、小泉俊裕（第2回）、千葉茂（第3回）、松田郁央（第4回）
- 撮影：宇津野拓也（第1回）、中嶋富弘（第2回 - 第3回）、松本英明（第4回）
- 映像技術：坂口寿恵（第1回）
- 編集：三浦慎也（第1・2回）
- 制作統括：荻野太朗（第1回 - 第4回）

## 放映リスト
| タイトル                              | 放送日時                     | 内容                                       | 備考                                                                                           |
| ------------------------------------- | ---------------------------- | ------------------------------------------ | ---------------------------------------------------------------------------------------------- |
| 植物に学ぶ生存戦略 話す人・山田孝之   | 2018年9月27日 23:00 - 23:30  | ツユクサ セイヨウタンポポ ヘクソカズラ     |                                                                                                |
| 植物に学ぶ生存戦略2 話す人・山田孝之  | 2019年5月2日 22:50 - 23:20   | ウメ オオイヌノフグリ チューリップ         | 解説放送に対応。                                                                               |
| 植物に学ぶ生存戦略3 話す人・山田孝之  | 2020年1月30日 22:50 - 23:20  | ネナシカズラ カラスウリ キャベツ           | 解説放送に対応。                                                                               |
| 植物に学ぶ生存戦略4 話す人・山田孝之  | 2020年8月26日 22:50 - 23:20  | オオバコ ハラン シロツメクサ               | 解説放送に対応。 新型コロナウイルス感染拡大防止のため、 出演者全員がマウスシールドを着用した。 |
| 植物に学ぶ生存戦略5 話す人・山田孝之  | 2021年3月25日 22:45 - 23:15  | ツバキ フクジュソウ ドングリ               | 新型コロナウイルス感染拡大防止のため、 出演者全員がマウスシールドを着用した。                  |
| 植物に学ぶ生存戦略6 話す人・山田孝之  | 2022年1月1日 23:00 - 23:30   | ピーナッツ マムシグサ スミレ               | 「スミレ」パートに関しては「崇拝される人物に学ぶ生存戦略」として放送。                         |
| 植物に学ぶ生存戦略7 話す人・山田孝之  | 2022年11月15日 22:45 - 23:15 | オジギソウ キュウリ ハス                   |                                                                                                |
| 植物に学ぶ生存戦略8 話す人・山田孝之  | 2023年3月1日 22:30 - 23:00   | ギンリョウソウ ツリフネソウ                |                                                                                                |
| 植物に学ぶ生存戦略9 話す人・山田孝之  | 2024年3月27日 22:00 - 22:30  | トマト ヒガンバナ ハクサンカメバヒキオコシ |                                                                                                |
| 植物に学ぶ生存戦略10 話す人・山田孝之 | 2025年1月18日 20:45 ‐ 21:00  | トウガラシ ラフレシア                      | 「ラフレシア」パートに関しては「人類のお悩みを植物が解決 教えて 植物先生」として放送。         |
| 植物に学ぶ生存戦略11 話す人・山田孝之 | 2025年1月25日 20:45 ‐ 21:00  | アカメガシワ                               |                                                                                                |
| 植物に学ぶ生存戦略12 話す人・山田孝之 | 2025年2月1日 20:45 ‐ 21:00   | ハエトリソウ タチガリ                      | 「タチガリ」パートに関しては「人類のお悩みを植物が解決 教えて 植物先生」として放送。           |